# Timofej Mozgov
Timofej Pavlovitsj Mozgov (Russisch: Тимофей Павлович Мозгов) (Leningrad, 16 juli 1986) is een voormalig professionele basketbalspeler die speelde voor het nationale team van Rusland. Hij kreeg de onderscheiding Meester in de sport van Rusland en de Medaille voor het dienen van het Moederland op 13 augustus 2012.

## Carrière
Mozgov begon zijn carrière bij Chimki Oblast Moskou in 2006. Met Chimki werd hij Bekerwinnaar van Rusland in 2008. Om het Landskampioenschap van Rusland werd hij drie keer tweede in 2008, 2009, 2010 en in 2007 werd hij derde. In 2008 werd hij tweede om de VTB United League. In 2009 verloor hij de finale om de EuroCup van Lietuvos rytas Vilnius uit Litouwen met 74-80. In 2010 verhuisde hij naar New York Knicks in de Verenigde Staten om  te spelen in de NBA. Na een jaar ging hij naar de Denver Nuggets. In 2015 verhuisde hij naar de Cleveland Cavaliers. Met Cleveland Cavaliers werd hij kampioen van de NBA in 2016. In 2016 ging hij spelen voor de Los Angeles Lakers. Na een jaar stapte hij over naar de Brooklyn Nets. In 2019 keerde hij terug naar Rusland om te spelen bij Chimki Oblast Moskou. In 2021 speelde hij nog voor Roena Basket Moskou. In 2022 stopte hij met basketbal.
Mozgov won met Rusland brons op de Olympische Spelen in 2012. Ook won hij brons in 2011 op het Europees Kampioenschap.

## Erelijst
- Landskampioen Rusland:
  - Tweede: 2008, 2009, 2010
  - Derde: 2007
- Bekerwinnaar Rusland: 1
  - Winnaar: 2008
- VTB United League:
  - Tweede: 2008
- EuroCup:
  - Runner-up: 2009
- Olympische Spelen:
  - Brons: 2012
- Europees Kampioenschap:
  - Brons: 2011
- NBA-kampioen: 1
  - Winnaar: 2016